# بلندی‌های یانا-اویمیاکون
بلندی‌های یانا-اویمیاکون (روسی: Яно-Оймяконское нагорье) یک رشته‌کوه در یاقوتستان کشور روسیه است.